# Cathorops tuyra
Cathorops tuyra är en fiskart som först beskrevs av Meek och Hildebrand 1923.  Cathorops tuyra ingår i släktet Cathorops och familjen Ariidae. IUCN kategoriserar arten globalt som otillräckligt studerad. Inga underarter finns listade i Catalogue of Life.